# Larissa Adler Milstein
Larissa Adler Milstein (París, Francia, 17 de junio de 1932 - Ciudad de México, 13 de abril de 2019) fue una antropóloga social, investigadora, catedrática y académica de nacionalidad chilena por matrimonio y nacionalidad mexicana por residencia. Realizó investigaciones y estudios sobre la manera en que sobreviven las clases marginadas en América Latina.  Fue pionera en el estudio de redes sociales y en el estudio de la importancia de la confianza para la economía y la política.  Su primer estudio en este sentido se centró en el intercambio de favores en la clase media chilena.  Realizó su tesis doctoral acerca de la importancia del intercambio de favores y de la confianza en la economía informal en la Ciudad de México.  Exploró después la importancia de las redes sociales en ámbitos muy diversos: comunidades científicas, la clase alta mexicana, y el magisterio en Chile, entre otros.

## Estudios y docencia
Su familia es de origen ucraniano. Su padre fue el antropólogo Miguel Adler, quien se formó con Paul Rivet. Poco después del nacimiento de Larissa en París, su familia se trasladó a vivir a Colombia. En 1948, al formarse el Estado de Israel, su familia se unió al movimiento kibbutzin. En 1950, contrajo matrimonio con el geofísico chileno Cinna Lomnitz, con quien vivió en Chile, Estados Unidos y México.
Cursó la licenciatura de Antropología Social en la Universidad de California en Berkeley, fue distinguida con el título Honor Student. En 1974 obtuvo un doctorado en la misma especialidad en la Universidad Iberoamericana (UIA) de la Ciudad de México. Ha impartido cátedra de Etnología y Antropología Económica en la Universidad Iberoamericana,  de Sociología Urbana y de Sistemas de Intercambio en la Facultad de Arquitectura de la Universidad Nacional Autónoma de México (UNAM) y de Metodología y Antropología Urbana en la Escuela Nacional de Antropología e Historia (ENAH). Fue profesora visitante de la Universidad de Columbia, de la Graduate School of Arts and Science de la Universidad de Nueva York, de la Universidad de Wisconsin-Madison, de la Universidad de Notre Dame, de la Universidad Hebrea de Jerusalén, del Instituto Ortega y Gasset, de la Universidad de Chicago y de la Universidad de París entre otras.

## Investigadora y académica
En 1967, colaboró en el Centro de Investigaciones de Salud Mental de la Universidad de Chile. En México colaboró con el Hospital Infantil de la Secretaría de Salubridad y Asistencia (SSA) así para el Centro para la Innovación Tecnológica y en el Instituto de Investigaciones de Matemáticas Aplicadas de la Universidad Nacional Autónoma de México. 
Fue miembro de varias sociedades y academias, entre ellas la Sociedad Mexicana de Antropología,  la Academia de la Investigación Científica, la Sociedad de Antropología Urbana y de Economía, El Colegio de Etnólogos y Antropólogos y  la Fundación Javier Barros Sierra. 
Fue presidenta de la Society for Latin American Anthropology y directora de la Comisión de Estudios de Guerra y Paz de la International Union of Anthropological and Ethnological Sciences.  Fue miembro del Comité Científico del Unesco Forum on Higher Education Research and Knowledge. 
Fue investigadora emérita por el Sistema Nacional de Investigadores y miembro del Consejo Consultivo de Ciencias de la Presidencia de la República. En 2010 fue elegida miembro de la American Academy of Arts and Sciences (AAAS).
Se especializó en la investigación y estudio sobre la forma en que viven y se ayudan las clases marginadas en América Latina. Al igual que lo hizo Oscar Lewis, rechazó la relación entre migración, urbanización y desorganización que proponen los ecologistas de Chicago basadas en las teorías de Richard Adams. Además, realizó estudios del mundo universitario mexicano indicando que existen cuatro “carreras de vida”: académica, profesional, política ideológica y política pragmática. En el área de la antropología política demostró que los sistemas muy centralizados generan un sistema paralelo de economía informal, tal y como sucedió en la antigua Unión Soviética.

## Obras publicadas
De acuerdo al Social Science Citation Index, el Science Citation Index y el Arts and Humanities Citation Index, su obra ha sido citada en más de 1600 ocasiones.  Ha escrito más de 70 capítulos en libros, 8 libros, y diversos artículos de divulgación para revistas. Entre sus títulos se encuentran:
- Reciprocity of Favors in the Middle Class of Chile en 1971.
- ¿Cómo sobreviven los marginados? (Networks and Maginals).
- A Mexican Elite Family 1820-1980 por la Universidad de Princeton, coautora.
- “Supervivencia en una barriada de la ciudad de México” en Demografía y Economía.
- "Problemática de la ciencia en México" en Ciencia.
- “Migrations” en Reviews in Anthropology
- “Anthropology and Devolpment in Latin America” en Human Organization

## Premios y distinciones
A lo largo de su trayectoria profesional, recibió más de setenta reconocimientos y distinciones, entre ellos:
- Beca Guggenheim  por la John Simon Guggenheim Memorial Foundation en 1977.
- Premio Universidad Nacional en el área de Investigación en Ciencias Sociales por la Universidad Nacional Autónoma de México (UNAM) en 1990.
- Investigadora Emérita por el Sistema Nacional de Investigadores desde 1996.
- Doctorado honoris causa por la Universidad de Massachusetts en 1998.
- Cátedra Alfonso Reyes por la Universidad de París en 2000.
- Cátedra de Estudios Mexicanos por la Universidad de Notre Dame en 2001.
- Investigador Emérita por el Instituto de Investigaciones en Matemáticas Aplicadas y Sistemas de la UNAM desde 2005.
- Premio Nacional de Ciencias y Artes en el área de Historia, Ciencias Sociales y Filosofía por la Secretaría de Educación Pública en 2006.[8]
- Miembro de la American Academy of Arts and Sciences (AAAS) desde 2010.[9]